# Међународно право
Међународно право, познато и као јавно међународно право и право нација, представља специфичан нормативни поредак, који регулише одређене друштвене односе и процесе у међународној заједници,  а санкционисано је од стране државе и међународних организација. Оно успоставља нормативне смернице и заједнички концептуални оквир за државе у широком спектру домена, укључујући рат, дипломатију, трговину и људска права. Међународно право има за циљ да промовише праксу стабилних, доследних и организованих међународних односа. Појам међународног права еволуирао је временом и довео до гранања овог појма, тако да се сада у међународном праву издвајају: међународно јавно право, међународно кривично право, међународно привредно право, међународно униформно право, међународно административно право, међународно саобраћајно право и међународно приватно право, а сталан је процес специјализовања нових грана права. Уобичајено се под појмом међународног права мисли на међународно јавно право. У ширем смислу у ово право спада и право супранационалних организација, пре свега Европске уније.
Извори међународног права укључују међународне обичаје (општа државна пракса прихваћена као право), уговоре и општа начела права призната у већини националних правних система. Међународно право може се одразити и на међународну учтивост, праксу и обичаје које државе усвајају ради одржавања добрих односа и узајамног признавања, попут поздрављања заставе страног брода или извршења стране правне пресуде.
Међународно право се разликује од државних правних система по томе што се првенствено, иако не искључиво, примењује на земље, а не на појединце, и делује у великој мери путем пристанка, јер не постоји универзално прихваћено овлашћење да га наметне сувереним државама. Сходно томе, државе могу изабрати да се не придржавају међународног права, па чак и да раскину уговор. Међутим, таква кршења, посебно обичајног међународног права и необавезних норми (jus cogens), могу довести до принудне акције, у распону од војне интервенције до дипломатског и економског притиска.
Однос и интеракција између националног правног система (општинско право) и међународног права је сложен и променљив. Национално право може постати међународно право када уговори дозвољавају националну надлежност наднационалним судовима, попут Европског суда за људска права или Међународног кривичног суда. Уговори попут Женевских конвенција могу захтевати да национално право буде у складу са одредбама уговора. Национални закони или устави могу такође предвидети примену или интеграцију међународних правних обавеза у домаће право.

## Терминологија
Израз „међународно право” понекад се дели на „јавно” и „приватно” међународно право, нарочито од стране научника грађанског права, који настоје да следе римску традицију. Римски адвокати би даље разликовали jus gentium, право нација, и jus inter gentes, споразуме међу народима. С овог гледишта, каже се да „јавно“ међународно право покрива односе између националних држава и укључује области као што су уговорно право, поморско право, међународно кривично право, ратно право или међународно хуманитарно право, међународно право о људским правима и избеглички закон. Насупрот томе, „приватно” међународно право, које се чешће назива „сукоб закона”, тиче се тога да ли судови унутар земаља траже надлежност над предметима са страним елементом и који се закон земље примењује.
Када се савремени систем (јавног) међународног права развио из традиције касносредњовековног ius gentium, то се називало законом нација, директним преводом ius gentium used који је користио Хуго Гроције и droits des gens Емера де Вател. Савремени израз међународно право формулисао је Џереми Бентам 1789. године и успоставио се у 19. веку.
Новији концепт је „наднационално право”, које се тиче регионалних споразума у којима се закони националних држава могу сматрати непримењивима у сукобу са наднационалним правним системом на који нација има уговорну обавезу. Системи наднационалног права настају када нације изричито препусте своје право на доношење одређених судских одлука заједничком суду. Одлуке заједничког суда су директно на снази у свакој партији и имају приоритет у односу на одлуке које доносе национални судови. Европска унија је најистакнутији пример међународне уговорне организације која примењује наднационални правни оквир, при чему Европски суд правде има примат над свим судовима у државама чланицама у погледу права Европске уније.
Израз „транснационално право” понекад се користи за скуп правила приватног права која надилазе националну државу.